# Twelve Deadly Cyns...and Then Some (video)
Twelve Deadly Cyns...and then some è una raccolta video di Cyndi Lauper. È stata pubblicata in VHS nel 1994 a seguito del suo greatest hits; include 13 video intervallati da alcuni momenti passati a Coney Island, dove Cyndi Lauper racconta alcuni aneddoti della sua carriera.

## Tracce
1. Girls Just Want to Have Fun
2. Time After Time
3. She Bop
4. Money Changes Everything - (Live in Houston)
5. Change of Heart
6. True Colors
7. What's Going On
8. I Drove All Night
9. The World Is Stone
10. I'm Gonna Be Strong - (solo nella versione DVD)
11. Who Let in the Rain
12. That's What I Think
13. Sally's Pigeons
14. Hey Now (Girls Just Want to Have Fun)

- Diretto da: Kevin Dornan
- Produttore Esecutivo: Cyndi Lauper

Nel 2000 Twelve Deadly Cyns...and then some è stato pubblicato in DVD dalla SONY. Il DVD ha un audio in inglese con opzioni PCM stereo e Dolby Digital 5.1 Surround Sound e ha sottotitoli in inglese.

## Edizione DVD
L'edizione in DVD non ha cambiamenti sostanziali se non per l'audio (anche in Dolby Digital 5.1 Surround Sound), la possibilità di avere i sottotitoli e la scelta diretta tramite il menù. Inoltre la sezione Discografia aggiorna l'uscita degli album Sisters of Avalon (1997) e Merry Christmas...Have A Nice Life (1998).